# Baixo Longa
Baixo Longa é uma vila e comuna angolana que se localiza na província do Cubango, pertencente ao município de Longa.
Anteriormente uma comuna do município do Cuito Cuanavale, em 5 de setembro de 2024 foi transferido para a jurisdição do novo município de Longa.